# Kyjevská gubernie

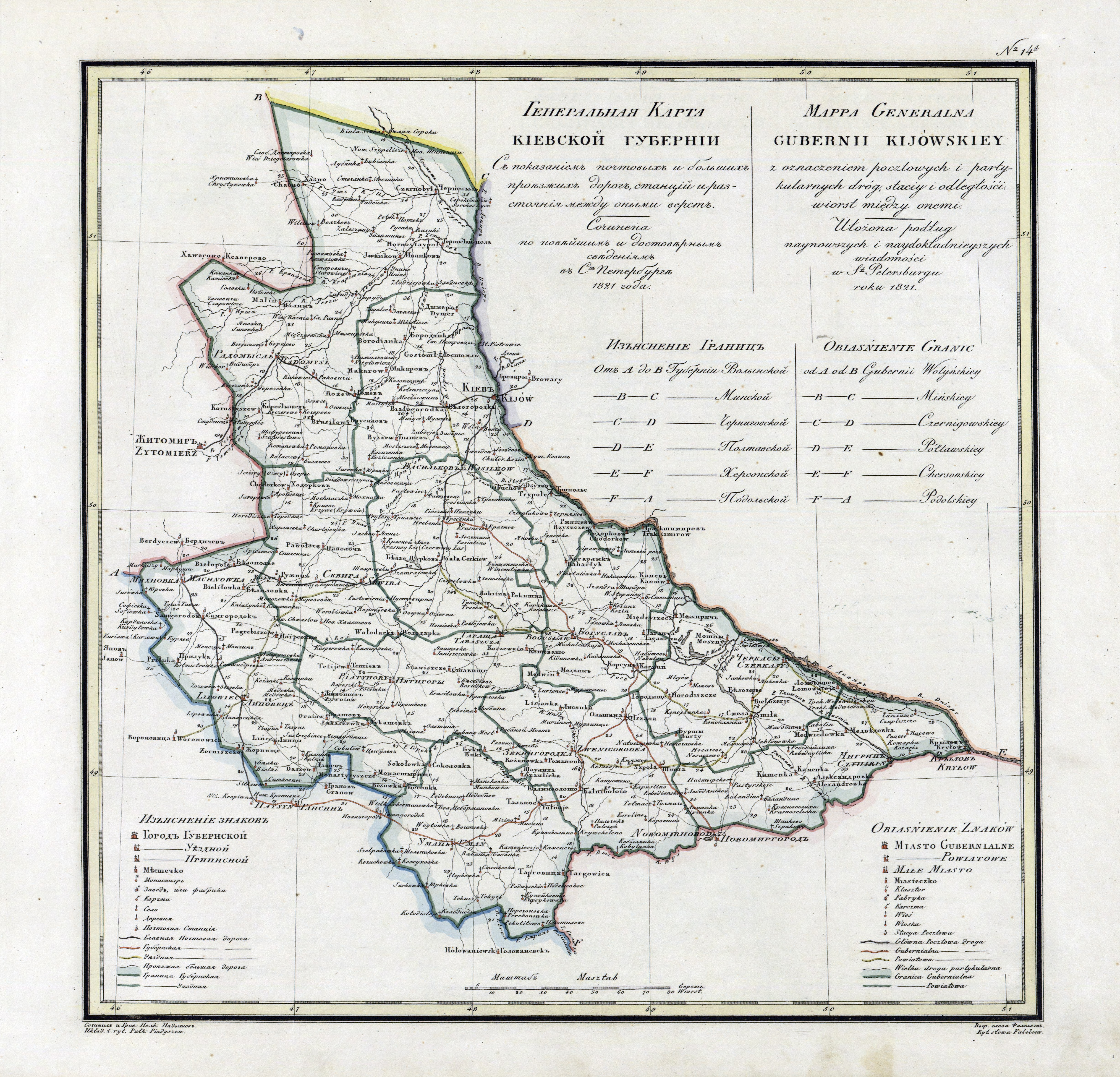
Mapa Kyjevské gubernie

Kyjevská gubernie  (rusky Киевская губерния, ukrajinsky Київська губернія) byla jedna z gubernií carského Ruska, které vznikly na základě nařízení Petra I. dne 18. prosince 1708. Nacházela se v povodí řeky Dněpr v severovýchodní části Ukrajiny.
Podle údajů o počtu obyvatel z roku 1897 v gubernii žilo 3 559 229 obyvatel na rozloze 39 459,2 km² (13 okresů). Gubernie zanikla při územně-správní reformě v Sovětském svazu v roce 1923, kdy se její území stalo součástí Kyjevské oblasti. Hlavním městem gubernie byl Kyjev.